# Richmond (ort i Jamaica)
Richmond är en ort i Jamaica.   Den ligger i parishen Parish of Saint Mary, i den östra delen av landet, 30 km norr om huvudstaden Kingston. Richmond ligger 191 meter över havet och antalet invånare är 2 046. Den ligger på ön Jamaica.
Terrängen runt Richmond är kuperad, och sluttar österut. Runt Richmond är det ganska tätbefolkat, med 172 invånare per kvadratkilometer. Närmaste större samhälle är Port Maria, 12,6 km norr om Richmond. I omgivningarna runt Richmond växer i huvudsak städsegrön lövskog.